# Shīvarīn
Shīvarīn (persiska: شيورين, شيوِرين, شَوَرين) är en ort i Iran.   Den ligger i provinsen Zanjan, i den nordvästra delen av landet, 200 km väster om huvudstaden Teheran. Shīvarīn ligger 1 689 meter över havet och antalet invånare är 124.
Terrängen runt Shīvarīn är kuperad åt sydväst, men åt nordost är den platt. Runt Shīvarīn är det ganska glesbefolkat, med 29 invånare per kvadratkilometer. Närmaste större samhälle är Abhar, 16,4 km norr om Shīvarīn. Trakten runt Shīvarīn består i huvudsak av gräsmarker.